# Galerusoma
Galerusoma là một chi bọ cánh cứng trong họ Chrysomelidae.
Chi này được miêu tả khoa học năm 1892 bởi Jacoby.

## Các loài
Chi này gồm các loài:
- Galerusoma apicicorne Jacoby, 1892